# Платон Євген Васильович
Євген Васильович Платон (нар. 17 листопада 1959, Молдавська РСР) — яхтсмен, один з лідерів українського і радянського вітрильного спорту, громадський діяч, блогер.

## Біографія
Випускник Московського фізико-технічного інституту 1982 року; працював у Інституті кібернетики АН України; в 1986 році добровольцем взяв участь у ліквідації наслідків аварії на Чорнобильській АЕС.
З 1988 року — професійний спортсмен, на 1998 рік пройшов під вітрилами понад 120 тис. миль.
Бізнесмен. 1993 року заснував у Великій Британії фірму «Hetman International LTD», яка в 1993-1994 роках реалізувала проект української яхти «Гетьман Сагайдачний» для наколосвітніх перегонів Whitbread.
Брав участь у двох навколосвітніх перегонах Whitbread (зараз Volvo Ocean Race): 1989—1990 на яхті «Фізісі» від СРСР та Withbread 1993—1994 на яхті «Гетьман Сагайдачний» від України, капітан гоночної команди Росії на регаті «Volvo Ocean Race» 2001—2002 років та 2008-2009; автор кількох книг про вітрильний спорт.

## Громадянська позиція
Під час російської збройної агресії проти України виступив з різким осудом путінізму.  

## Книги
- «Русские идут» (PDF format),
- «Формула-1 океанов»,
- «Записки шкипера» (PDF format)

## Відео
- Документальний 15-серійний фільм "До 25 років незалежності України: Сага про "Сагайдачного"
- Повнометражний фільм про участь української команди і яхти "Гетьман Сагайдачний" в навколосвітніх перегонах "Уітбред" 1993-94
- "Hetman Sahaidachny" in the 1993-94 Whitbread Round The World Race (in Russian)
- "Hetman Sahaidachny" story 15 years after (in Ukrainian) на YouTube
- "Fazisi" in 1989-90 Whitbread Round the World Race на YouTube